# MOX-паливо
МОКС-паливо, MOX-паливо (англ. Mixed oxide fuel) — ядерне паливо, яке містить кілька видів оксидів матеріалів, що діляться. Зазвичай складається з плутонію, який перемішується з природним ураном, ураном, який регенерується, або збідненим ураном. МОХ-паливо є альтернативою низькозбагаченому урановому паливу, яке використовують у легководних реакторах, найпоширеніших в енергетиці.

## Характеристика
Звичайне ядерне паливо складається із збагаченого урану (U-235), а МОКС-паливо «змішаний оксид» складається з двох різних компонентів: з одного боку, є залишки, які утворюються у вигляді відходів в звичайних ядерних реакторах, серед цих залишків вирішальним фактором є плутоній, який багато в чому визначає радіотоксичність високоактивних відходів. Іншим компонентом МОКС-паливних елементів є збіднений уран (U-238). Він накопичується у вигляді відходів на заводах зі збагачення урану і не може використовуватися в звичайних легководних реакторах. У швидких реакторах, проте, обидва типи відходів можуть використовуватися як паливо.
Виготовлення МОКС-палива з відпрацьованого ядерного палива (ВЯП) відкриває можливість реалізації концепції створення замкнутого ядерного паливного циклу. Це, у свою чергу, дозволить виключити нештатні ситуації на АЕС, скоротити обсяг утворення ядерних відходів і розширити сировинну базу атомної енергетики завдяки багаторазовому повторному використанню ядерного палива.

## Застосування
MOX може застосовуватися як додаткове паливо для найбільш поширеного типу ядерних реакторів: легководних на теплових нейтронах.
Однак більш ефективне використання МОКС палива — спалювання в реакторах на швидких нейтронах.
Перше застосування МОКС-палива датується 1963 роком, проте широке комерційне використання МОКС-палива в теплових реакторах почалося тільки у 1980 роках. Основними споживачами МОКС-палива є Японія (ліцензовані 10 реакторів) і країни Євросоюзу (ліцензовані 40 реакторів). За даними WNA за всю історію в комерційних реакторах вже використано більше 2000 тонн МОКС-палива.
Застосування переробки ВЯП і використання виділеного плутонію у вигляді МОКС палива в теплових реакторах дозволяє знизити необхідність в урані до 30 %.
Вміст оксиду плутонію в MOX становить від 1,5 до 25-30 вагових відсотків. Однією з привабливих властивостей MOX-палива є те, що під час його виробництва можуть утилізуватися надлишки збройового плутонію, які в іншому випадку були б радіоактивними відходами.
Також MOX-паливо можна отримувати шляхом переробки опроміненого палива з енергетичних реакторів. У процесі переробки з нього виділяються ізотопи плутонію, наприклад, для палива після досить тривалої кампанії майже 2/3 припадає на ізотопи Pu-239 і Pu-241 (діляться в реакторах на теплових нейтронах), а близько 1/3 — Pu-240. Через такий високий вміст 240 ізотопу, плутоній, отриманий шляхом переробки палив, не може бути використаний для виготовлення надійних і передбачуваних ядерних зарядів.
У той же час МАГАТЕ дотримується консервативних принципів і вимагає для такого плутонію (навіть в складі MOX-суміші) настільки ж високого рівня захисту, як і для матеріалів прямого використання (англ. Direct use material), наприклад збагаченого плутонію, урану-233, високозбагаченого 235 урану.
Застосування МОКС-палива в наявних реакторах вимагає окремого ліцензування, іноді потрібна деяка доробка реакторів, наприклад, введення більшого числа керувальних стрижнів.
Часто МОКС-паливо становить від 1/3 до 1/2 від усього палива, оскільки великі кількості вимагають значних змін або спеціально спроектованого реактора.

## Виробництво
| Країна-виробник          | 2017 | 2020 |
| Франція, Мелокс          | 195  | 195  |
| Японія, Токай            | 10   | 10   |
| Японія, J-MOX Роккашо    | 0    | 140  |
| Росія, МКЦ Железногорськ | 60   | 60   |
| Усього                   | 265  | 405  |

Великим виробником МОХ-палива є французький завод у Мелоксі, який видає на ринок 195 тонн продукції щорічно.
З 2015 року промислове виробництво МОХ-палива розпочала російська держкорпорація «Росатом» на своєму Гірничо-хімічному комбінаті в Желєзногорську, Красноярського краю. Проектна потужність пускового комплексу становить 400 ТВЗ на рік. В серпні 2018 року перша серійна партія паливних збірок була відправлена до Білоярської АЕС. На ГХК ядерне паливо виготовляється з регенерованих матеріалів, в тому числі високоактивного плутонію. У запуску цього виробництва брали участь понад 20 підприємств атомної промисловості Росії.
МОХ-паливо виготовляється і на інших виробництвах ДК «Росатом»: НІІАР (Димитровград, Ульянівська область) і ФГУП "ПО «Маяк»(ЗАТО Озерськ, Челябінська область).
Перша серійна партія МОКС-палива з 18  тепловидільних збірок (ТВЗ) завантажена в реактор БН-800 енергоблоку № 4 Білоярської АЕС 28 січня 2020 року.
У 2020 році на Гірничо-хімічному комбінаті виготовлене повне перевантаження уран-плутонієвого МОКС-палива для реактора на швидких нейтронах БН-800 Білоярської АЕС в кількості 169 ТВЗ. Їхнє завантаження в реактор заплановане на січень 2021 року.
Завершення переходу до повного завантаження активної зони БН-800 уран-плутонієвим паливом відбудеться у 2022 році. Вперше в історії російської атомної енергетики це забезпечить експлуатацію «швидкого» реактора з використанням виключно МОКС-палива

## Споживачі
Основними споживачами МОКС-палива є Японія (ліцензовано 10 реакторів) і країни Євросоюзу (ліцензовано 40 реакторів).
Всього чотири блоки в США спроектовані на повне завантаження MOX, три блоки System-80 PWR на найбільшій в країні АЕС Пало-Верде (Тонопа, Аризона), ще один блок будується в штаті Вашингтон.
Близько 40 реакторів на теплових нейтронах в Європі (Бельгія, Швейцарія, Німеччина, Франція) мають ліцензію на використання комбінації звичайного і MOX-палива і ще 30 перебувають в процесі ліцензування. Фактично, у багатьох з них близько третини палива може становити MOX, але деякі можуть працювати і на 50 % MOX.
До Фукусімської катастрофи, Японія планувала почати використання MOКС-палива на третині своїх реакторів (спочатку — до 2010), і затвердила план будівництва блока ABWR, що використовує до 100 % MOX в Ома. Від усього використовуваного нині ядерного палива MOX становить близько 2 %.
В СРСР перший промисловий реактор на швидких нейтронах БН-350, що утилізує МОХ-паливо, почав експлуатуватися в 1973 році в Актау і успішно працював до 1999 року. Другий енергоблок був встановлений на Білоярськії АЕС у 1980 році (БН-600) і працює донині, в 2010 році термін його експлуатації було подовжено на 10 років. У вересні 2016 року там було запущено в експлуатацію реактор нового покоління БН-800.